# Nikt tylko Ty – Echa melodii zapomnianej
Echa melodii zapomnianej - Nikt tylko Ty – album Hanny Banaszak. Płyta składa się z 16 utworów. Wydana nakładem wytwórni Soliton
Repertuar płyty to współczesne wersje przebojów okresu międzywojennego, wykonywanych niegdyś między innymi przez Hankę Ordonównę. Na płycie znalazły się takie szlagiery jak: Miłość ci wszystko wybaczy, „Piosenka o zagubionym sercu”, „Nie raz, nie dwa, nie trzy”, Nikt tylko ty.
Do nagrania albumu w poznańskich studiach nagraniowych Hanna Banaszak zaprosiła m.in. aktora Jana Nowickiego oraz hrabiego Wojciecha Dzieduszyckiego.

## Lista utworów
| 1.  | „Zapomniana piosenka” / tekst - Michał Tyszkiewicz / muzyka - tradycyjna melodia andaluzyjska   | 3:48  |
|     |                                                                                                 |       |
| 2.  | „Zapowiedź”                                                                                     | 0:14  |
|     |                                                                                                 |       |
| 3.  | „Piosenka o zagubionym sercu” / tekst - Artur Maria Swinarski / muzyka - Henryk Wars            | 3:12  |
|     |                                                                                                 |       |
| 4.  | „Nie ma mowy” / tekst - Marian Hemar / muzyka - Gerald Dolin, Edward J. Lambert                 | 2:15  |
|     |                                                                                                 |       |
| 5.  | „Miłość ci wszystko wybaczy” / tekst - Julian Tuwim / muzyka - Henryk Wars                      | 3:52  |
|     |                                                                                                 |       |
| 6.  | „Zatańczmy jeszcze raz” / tekst - Zenon Friedwald / muzyka - Irving Berlin                      | 3:30  |
|     |                                                                                                 |       |
| 7.  | „Nie raz, nie dwa, nie trzy” / tekst - Emanuel Schlechter / muzyka - Adam Lewandowski           | 3:12  |
|     |                                                                                                 |       |
| 8.  | „Bezsenna noc” / tekst - Marian Hemar / muzyka - Giuseppe Cioffi                                | 4:14  |
|     |                                                                                                 |       |
| 9.  | „Na pierwszy znak” / tekst - Julian Tuwim / muzyka - Henryk Wars                                | 3:30  |
|     |                                                                                                 |       |
| 10. | „Filozofia małżeńska” / tekst - Marian Hemar / muzyka - A. Fernandez                            | 2:36  |
|     |                                                                                                 |       |
| 11. | „Trudno” / tekst - Emanuel Schlechter / muzyka - Tadeusz Müller, Emanuel Schlechter             | 2:59  |
|     |                                                                                                 |       |
| 12. | „Walczyk lwowski” / tekst - Feliks Konarski / muzyka - Feliks Konarski                          | 3:11  |
|     |                                                                                                 |       |
| 13. | „Mein Idische Mame” / tekst - Marian Hemar / muzyka - Lew Pollack, Jack Yellen                  | 8:34  |
|     |                                                                                                 |       |
| 14. | „Szczęście raz się uśmiecha” / tekst - Julian Tuwim / muzyka - Henryk Wars                      | 3:14  |
|     |                                                                                                 |       |
| 15. | „Nikt, tylko ty” / tekst - Marian Hemar / muzyka - Arthur Johnston                              | 5:44  |
|     |                                                                                                 |       |
| 16. | „Uliczka w Barcelonie” / tekst - Michał Tyszkiewicz / muzyka - Alberto Laporte, Otelo Gasparini | 2:49  |
|     |                                                                                                 |       |
|     |                                                                                                 | 56:54 |
|     |                                                                                                 |       |

## Wykonawcy / wokal
Hanna Banaszak (tracks: 1,3,4,5,8,9,10,11,13,14,15)

Hanna Banaszak & Jan Nowicki (track: 6)

Hanna Banaszak & Wojciech Dzieduszycki (track: 16)

Wojciech Dzieduszycki (tracks: 2,12)

Jan Nowicki (track: 7)

## Gościnnie zaproszeni muzycy
Andrzej Mazurek (perkusja i instrumenty perkusyjne)

Piotr Wiśniewski (bass)

Jacek Skowroński (fortepian)

Wojciech Winiarski (gitara, banjo)

Jacek Mackiewicz, Paweł Matz, Tomasz Kostanecki (chór męski)

Maria Matuszewska (skrzypce, tracks: 5, 7, 12, 13,14, 16)

Artur Banaszkiewicz (skrzypce, tracks: 3, 9, 11)

Renata Mazurek (wiolonczela, tracks: 3, 7)

Leszek Kubiak (trąbka, tracks: 4, 5, 6, 9, 11, 14, 16)

Paweł Drobnik (klarnet, tracks: 3, 12, 13)

Janusz Brych (sax tenor, tracks: 11)

Piotr Podlipniak (flet, tracks: 10)

Wiesław Prządka (akordeon, tracks: 1, 5, 9, 12, 14, 16)

Przemysław Ślużyński (mastering)

Hanna Banaszak (redakcja albumu)